# Sirpa Lane
Sirpa Lane, nascuda com Sirpa Salo (Turku, 1952 – Formentera, 1999) fou una actiu finlandesa coneguda per la seva carrera en pel·lícules de sèrie B durant els anys 70, especialment obres eròtiques i del gènere exploitation.
Nasqué a la ciutat finlandesa de Turku l'any 1952 i va fer el seu primer debut el 1974 a la pel·lícula anglesa Fluff, dirigida per Robert Paget. Més tard fou descoberta pel fotògraf David Hamilton, conegut pel seu flou i pel seu treball eròtic. També treballà amb Roger Vadim, que digué d'ella que era "la propera Bardot". L'any 1999, als 46 anys, morí d'infecció pel VIH i sida a l'illa de Formentera.

## Filmografia
- Fluff (1974).
- La jeune fille assassinée (1974) en el paper de Charlotte Marley.
- La Bête (1975) en el paper de Romilda de l'Esperance.
- Nazi Love Camp 27 (1977) en el paper de Hannah Meyer.
- Malabestia (1978) en el paper d'Úrsula Drupp.
- Papaya, Love Goddess of the Cannibals (1978) en el paper de Sara.
- La bestia nello spazio (1980) en el paper de Lt. Sondra Richardson.
- Trois filles dans le vent (1981) en el paper de Sirpa Lane.
- The Secret Nights of Lucrezia Borgia (1982) en el paper de Lucrezia Borgia.
- Exciting Love Girls (1983) en el paper de Dr. Daniara / Daniela Mauri.